# Iklód
Iklód település Romániában, a Bánságban, Temes megyében.

## Fekvése

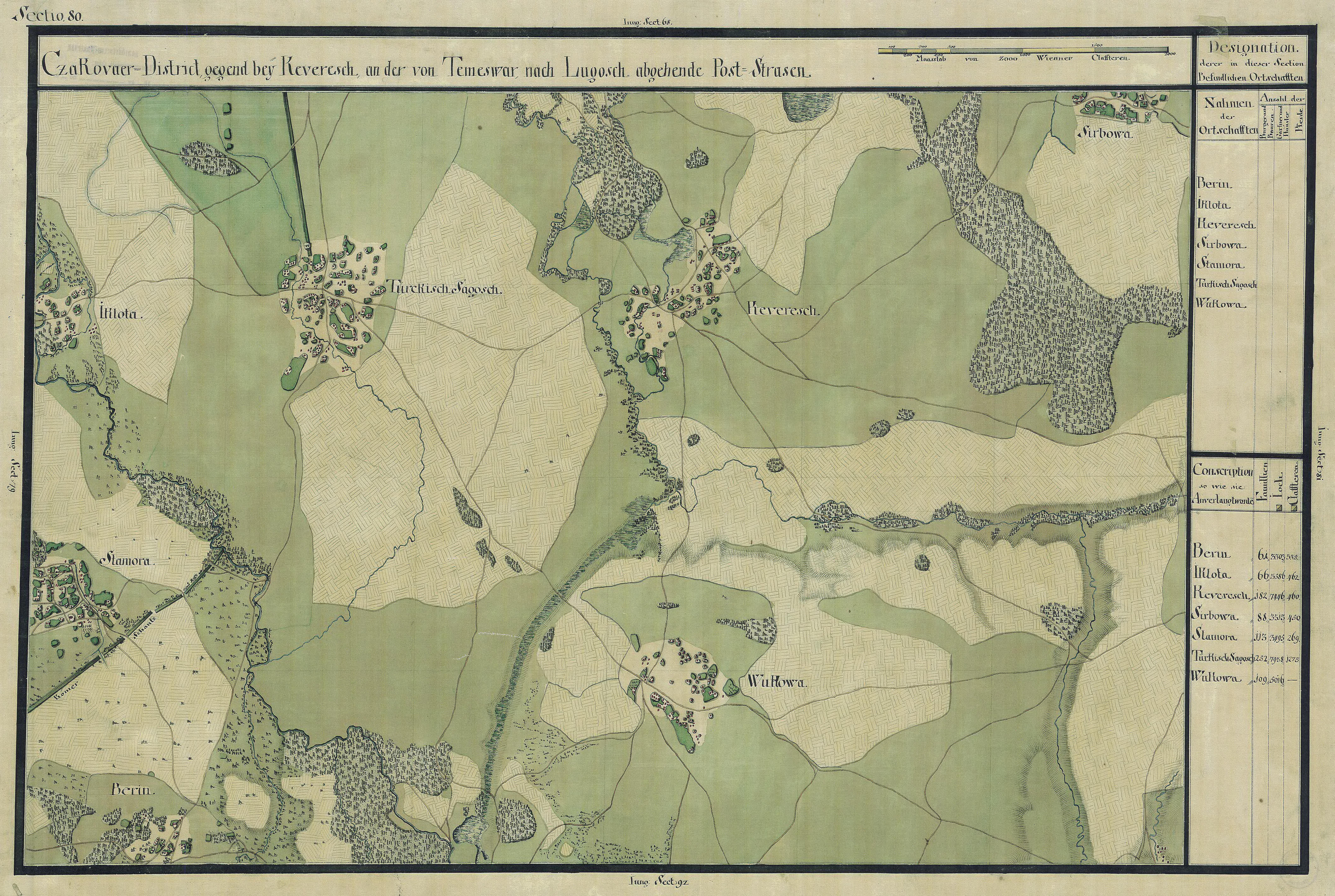
Iklód egy régi térképen

Temesvártól délkeletre, a Pogonis patak jobb partján, Törökszákos és Temesújlak közt fekvő település.

## Története
Iklód nevét 1717-ben Iklovida néven említette először oklevél. 1723-1725 körül Ikloda, 1808-ban Ikloda néven említették, 1913-tól Iklód.
1910-ben 722 lakosából 7 magyar, 17 német, 697 román volt, ebből 14 római katolikus, 161 görögkatolikus, 537 görögkeleti ortodox.
A trianoni békeszerződés előtt Temes vármegye Buzásfürdői járásához tartozott.